# 소서도
소서도는 전라남도 신안군 안좌면에 있는 섬이다. 무인도서로 지정하여 관리되고 있다.